# Nikolas Maes
Nikolas Maes (* 9. April 1986 in Kortrijk) ist ein ehemaliger belgischer Radrennfahrer.

## Karriere
Maes wurde 2002 in der Jugendklasse belgischer Meister im Einzelzeitfahren. Bei den Junioren gewann er 2004 das Eintagesrennen Flanders-Europe Classic und eine Etappe der Route de l’Avenir. Außerdem wurde er Dritter der Juniorenausgabe der Ronde van Vlaanderen.
In seinem ersten Jahr bei den Erwachsenen, 2005 gewann er den GP Joseph Bruyère und 2006 war er beim Circuit de Wallonie erfolgreich. Ende der Saison 2006 fuhr er als Stagiaire für das Professional Continental Team Chocolade Jacques-Topsport Vlaanderen, für das er von 2007 bis 2009 mit einem Profivertrag fuhr. 2009 gewann Maes eine Etappe bei der Burgos-Rundfahrt.
Von 2010 bis zum Ende der Saison 2016 fuhr Maes für das belgische ProTeam Quick Step. Er gewann 2013 die Gesamtwertung des zweitägigen Etappenrennens World Ports Classic und erzielte damit seinen größten Karriereerfolg. Im selben Jahr wurde er Siebter der Vattenfall-Cyclassics und Sechster von Dwars door Vlaanderen.
Zur Saison 2017 wechselte Maes zur Mannschaft Lotto Soudal. Nachdem er nach Ablauf der Saison 2020 keinen neuen Vertrag erhalten hatte, beendete er seine Laufbahn als Aktiver.

## Erfolge
2005
- GP Joseph Bruyère

2006
- Circuit de Wallonie

2009
- eine Etappe Burgos-Rundfahrt

2012
- Mannschaftszeitfahren Tour de l’Ain

2013
- Gesamtwertung World Ports Classic